# Acero natural

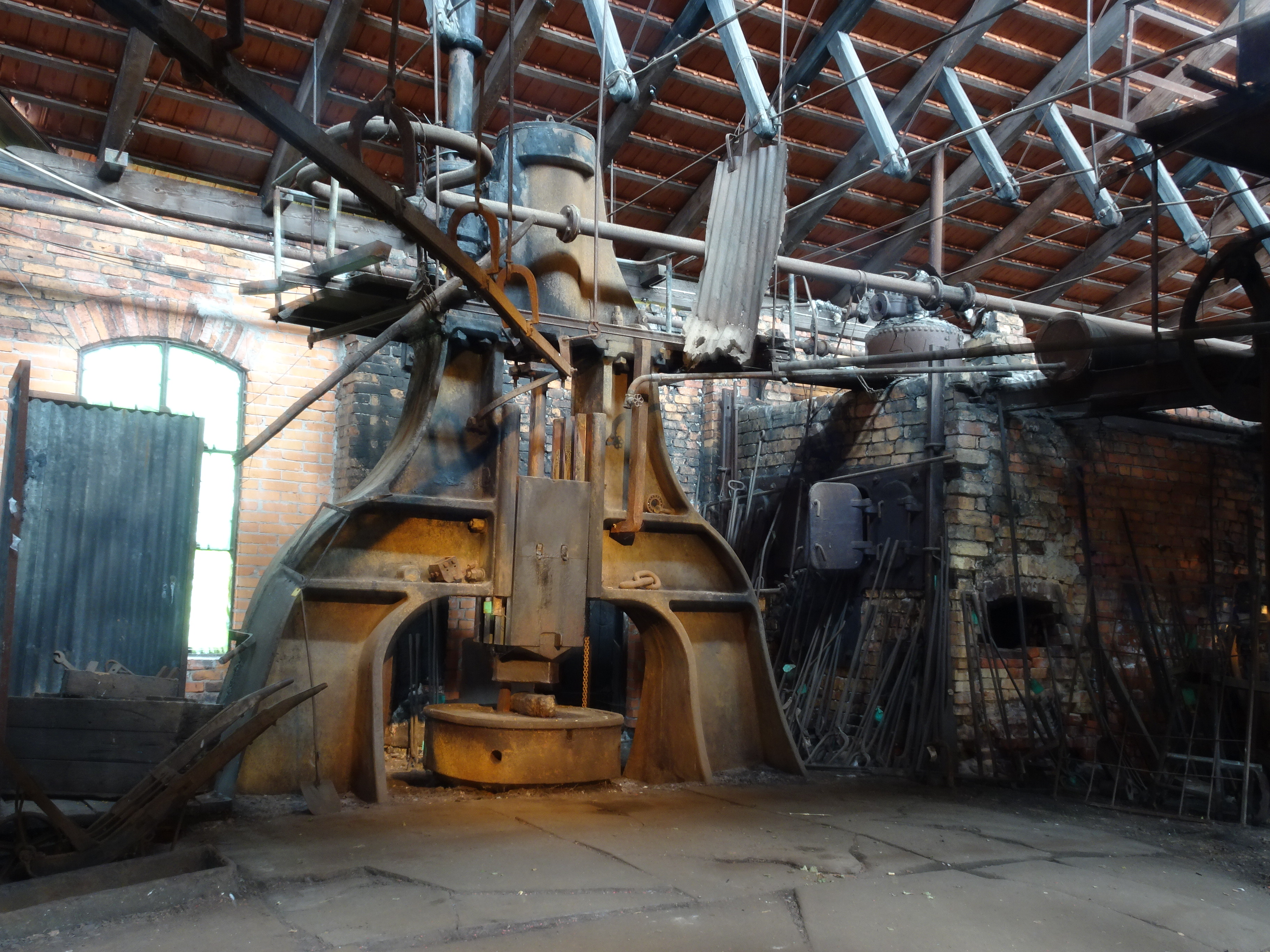
Antiguo taller de forja del en Lancashire, con el horno abierto de la fragua a la derecha de la imagen

El acero natural es el metal obtenido por procesos de afinado a partir de fundición de hierro, calentándolo con carbón vegetal a una temperatura por encima de 900 °C en una atmósfera oxidante y quemando parte del carbono.

## Historia
Es en el siglo XV cuando se desarrollaron las principales técnicas para la obtención de acero natural, como los métodos catalán, valón, condal (del Franco Condado), osmonde, bergamasco o champenoise. De hecho, se contabilizan 6 o 7 tipos de estos procedimientos, sin mencionar las variantes locales según la calidad de la fundición de hierro, que dependía estrechamente del mineral de hierro utilizado (y en particular, de la presencia o no de fósforo en la mena).
Según el método empleado, el acero es más o menos heterogéneo e incluye distintos niveles de escorie, lo que propicia que el metal se someta con posterioridad a un proceso de cinglado para mejorar sus características. Esta operación dio el nombre de fragua a todas las fábricas que utilizan este proceso.
Este procedimiento desapareció gradualmente después de la invención de la pudelación, sistema en el que la fundición de hierro se calienta en un horno de reverbero.